# Rathaus und Dumagebäude Moskau
Das Rathaus und Dumagebäude im Moskauer Neubau-Geschäftsviertel Moskau City soll der neue Sitz der Moskauer Regierung werden und zugleich die Moskauer Stadtduma beherbergen. Das Bauwerk soll aus vier 308,4 Meter, 71 Etagen hohen Gebäuden bestehen. Diese vier identischen Gebäude werden so untereinander verbunden, dass sich in den Fassaden aus allen vier Himmelsrichtungen der Buchstabe M (für Moskau) ergibt.
Da die Regierungsgebäude der Stadt Moskau weitläufig über das Stadtgebiet verteilt sind, entstand dieses Projekt. Ziel ist, die Behörden unter ein Dach zu bringen. Außerdem können die alten Amtsgebäude verkauft werden. Daneben sollen die neuen Gebäude technisch besser ausgestattet sein.
Die Arbeit an diesem Projekt begann im November 2005. Ursprünglich sollte der Komplex 2009 fertiggestellt werden, allerdings verzögerte sich der Weiterbau im Zusammenhang mit der internationalen Finanzkrise. Aktuell (Stand Januar 2018) ist nichts weiter über die Planung bekannt.